# Hóquei no gelo nos Jogos Olímpicos de Inverno de 2022 - Feminino
O torneio feminino de hóquei no gelo nos Jogos Olímpicos de Inverno de 2022 foi disputado entre os dias 3 e 17 de fevereiro no Estádio Nacional Indoor de Pequim e no Estádio Indoor Wukesong. Dez países se classificaram para o torneio; seis deles o fizeram automaticamente em virtude de sua classificação pela Federação Internacional de Hóquei no Gelo; outros três participaram de um torneio de qualificação e a anfitriã China completou as seleções participantes.

## Medalhistas
|  | CAN Canadá |  | USA Estados Unidos |  | FIN Finlândia |
|  | Erin Ambrose Ashton Bell Kristen Campbell Emily Clark Mélodie Daoust Ann-Renée Desbiens Renata Fast Sarah Fillier Brianne Jenner Rebecca Johnston Jocelyne Larocque Emma Maltais Emerance Maschmeyer Sarah Nurse Marie-Philip Poulin Jamie Lee Rattray Jill Saulnier Ella Shelton Natalie Spooner Laura Stacey Claire Thompson Blayre Turnbull Micah Zandee-Hart |  | Cayla Barnes Megan Bozek Hannah Brandt Dani Cameranesi Alexandra Carpenter Alex Cavallini Jesse Compher Kendall Coyne Schofield Brianna Decker Jincy Dunne Savannah Harmon Caroline Harvey Nicole Hensley Megan Keller Amanda Kessel Hilary Knight Abbey Murphy Kelly Pannek Maddie Rooney Abby Roque Hayley Scamurra Lee Stecklein Grace Zumwinkle |  | Sanni Hakala Jenni Hiirikoski Elisa Holopainen Sini Karjalainen Michelle Karvinen Anni Keisala Nelli Laitinen Julia Liikala Eveliina Mäkinen Petra Nieminen Tanja Niskanen Jenniina Nylund Meeri Räisänen Sanni Rantala Ronja Savolainen Sofianna Sundelin Susanna Tapani Noora Tulus Minttu Tuominen Viivi Vainikka Sanni Vanhanen Emilia Vesa Ella Viitasuo |

## Qualificação
| Método de classificação | Vagas | Classificados                                                       |
| ----------------------- | ----- | ------------------------------------------------------------------- |
| País sede               | 1     | CHN China                                                           |
| Ranking da IIHF         | 6     | USA Estados Unidos CAN Canadá FIN Finlândia ROC SUI Suíça JPN Japão |
| Qualificatória olímpica | 1     | CZE República Checa                                                 |
| Qualificatória olímpica | 1     | DEN Dinamarca                                                       |
| Qualificatória olímpica | 1     | SWE Suécia                                                          |
| Total                   | 10    |                                                                     |

## Fase preliminar
|  | Equipes classificadas às quartas de final |
|  | Equipes eliminadas na fase de grupos      |

Todas as partidas estão no horário local (UTC+8).

### Grupo A
| País               | J | V | VP | DP | D | GP | GS | SG  | Pts |
| ------------------ | - | - | -- | -- | - | -- | -- | --- | --- |
| CAN Canadá         | 4 | 4 | 0  | 0  | 0 | 33 | 5  | +28 | 12  |
| USA Estados Unidos | 4 | 3 | 0  | 0  | 1 | 20 | 6  | +14 | 6   |
| FIN Finlândia      | 4 | 1 | 0  | 0  | 3 | 10 | 19 | –9  | 3   |
| ROC                | 4 | 1 | 0  | 0  | 3 | 6  | 18 | –12 | 3   |
| SUI Suíça          | 4 | 1 | 0  | 0  | 3 | 6  | 27 | –21 | 3   |

| 3 de fevereiro | Canadá CAN | 12 – 1                    | SUI Suíça               | Estádio Nacional Indoor de Pequim                      |
| 12:10          | S. Fillier 01:04', 07:55' N. Spooner 11:20', 33:20' (PP) R. Johnston 28:06' L. Stacey 28:21', 37:02' B. Turnbull 35:40', 46:14' A. Bell 53:46' C. Thompson 56:20' E. Ambrose 59:58' (PP) | (3–0, 5–0, 4–1) Relatório | 48:30' (PP2) L. Stalder | Público: 821 Árbitro: RUS Daria Ermak SUI Anna Wiegand |

| 3 de fevereiro | Finlândia FIN                      | 2 – 5                     | USA Estados Unidos                                                                  | Estádio Indoor Wukesong                               |
| 21:10          | S. Tapani 43:15' (PP), 57:40' (PP) | (0–2, 0–2, 2–1) Relatório | 10:37' A. Kessel 13:00' (PP), 48:01' A. Carpenter 25:32', 26:36' K. Coyne Schofield | Público: 335 Árbitro: USA Kelly Cooke CAN Lacey Senuk |

| 4 de fevereiro | ROC                                                                                | 5 – 2                     | SUI Suíça                                    | Estádio Nacional Indoor de Pequim                 |
| 12:10          | Y. Dobrodeyeva 05:54' P. Bolgareva 17:29', 37:07', 41:39' (SH) A. Shibanova 30:30' | (2–1, 2–1, 1–0) Relatório | 17:16' (PP) L. Stalder 26:57' (SH) A. Müller | Árbitro: CAN Cianna Lieffers CAN Elizabeth Mantha |

| 5 de fevereiro | Canadá CAN | 11 – 1                    | FIN Finlândia      | Estádio Indoor Wukesong                                  |
| 12:10          | S. Fillier 01:01', 23:22' S. Nurse 12:45', 30:01', 53:07' B. Jenner 31:20', 34:27', 54:45' L. Stacey 36:35', 54:10' J. Rattray 47:06' | (2–1, 5–0, 4–0) Relatório | 18:27' M. Tuominen | Público: 670 Árbitro: USA Chelsea Rapin SUI Anna Wiegand |

| 5 de fevereiro | Estados Unidos USA                                                                          | 5 – 0                     | ROC | Estádio Indoor Wukesong                                  |
| 21:10          | S. Harmon 12:29' H. Knight 28:51' G. Zumwinkle 43:57' J. Compher 46:15' A. Carpenter 48:44' | (1–0, 1–0, 3–0) Relatório |     | Público: 581 Árbitro: GER Tijana Haack FIN Anniina Nurmi |

| 6 de fevereiro | Suíça SUI | 0 – 8                     | USA Estados Unidos | Estádio Indoor Wukesong                                 |
| 21:10          |           | (0–5, 0–2, 0–1) Relatório | 05:40' (PP), 14:13' H. Knight 14:04', 37:12' J. Compher 16:15', 22:11' K. Pannek 19:38' A. Kessel 57:29' D. Cameranesi | Público: 545 Árbitro: SWE Maria Furberg CAN Lacey Senuk |

| 7 de fevereiro | ROC                | 1 – 6                     | CAN Canadá | Estádio Indoor Wukesong                                 |
| 13:15          | A. Shokhina 37:21' | (0–2, 1–2, 0–2) Relatório | 02:09' S. Nurse 02:29' S. Fillier 27:45' (PP) J. Rattray 30:29' E. Ambrose 40:39' (PP) R. Johnston 45:50' (PP) M. Poulin | Público: 545 Árbitro: RUS Daria Ermak USA Chelsea Rapin |

| 7 de fevereiro | Suíça SUI                                                           | 3 – 2                     | FIN Finlândia                                | Estádio Nacional Indoor de Pequim                              |
| 21:10          | L. Christen 11:52' (PP2) D. Rüegg 30:00' (PP, EA) L. Stalder 41:21' | (1–0, 1–1, 1–1) Relatório | 27:49' (PP) N. Laitinen 50:11' E. Holopainen | Público: 742 Árbitro: CAN Cianna Lieffers CAN Elizabeth Mantha |

| 8 de fevereiro | Estados Unidos USA                            | 2 – 4                     | CAN Canadá                                                            | Estádio Indoor Wukesong                                                        |
| 12:10          | D. Cameranesi 29:17' A. Carpenter 31:34' (PP) | (0–1, 2–3, 0–0) Relatório | 14:10' (PP), 32:00' B. Jenner 34:25' J. Rattray 37:25' (PS) M. Poulin | Público: 591 Árbitro: CAN Cianna Lieffers CAN Lacey Senuk CAN Elizabeth Mantha |

| 8 de fevereiro | Finlândia FIN                                                                                            | 5 – 0                     | ROC | Estádio Nacional Indoor de Pequim                      |
| 21:10          | S. Rantala 09:06' M. Karvinen 18:18' (PP) J. Nylund 27:09' M. Tuominen 30:37' (PP) S. Tapani 31:06' (PP) | (2–0, 3–0, 0–0) Relatório |     | Público: 797 Árbitro: USA Kelly Cooke SUI Anna Wiegand |

### Grupo B
| País                | J | V | VP | DP | D | GP | GS | SG | Pts |
| ------------------- | - | - | -- | -- | - | -- | -- | -- | --- |
| JPN Japão           | 4 | 2 | 1  | 1  | 0 | 13 | 7  | +6 | 9   |
| CZE República Checa | 4 | 2 | 0  | 1  | 1 | 10 | 8  | +2 | 7   |
| SWE Suécia          | 4 | 2 | 0  | 0  | 2 | 7  | 8  | –1 | 6   |
| CHN China           | 4 | 1 | 1  | 0  | 2 | 7  | 7  | 0  | 5   |
| DEN Dinamarca       | 4 | 1 | 0  | 0  | 3 | 7  | 14 | –7 | 3   |

| 3 de fevereiro | República Checa CZE                                   | 3 – 1                     | CHN China         | Estádio Indoor Wukesong                                  |
| 12:10          | T. Radová 10:38' D. Křížová 23:57' M. Pejzlová 46:27' | (1–0, 1–1, 1–0) Relatório | 29:02' (PP) Mi L. | Público: 499 Árbitro: GER Tijana Haack FIN Anniina Nurmi |

| 3 de fevereiro | Suécia SWE              | 1 – 3                     | JPN Japão                                                | Estádio Indoor Wukesong                                        |
| 16:40          | M. Nylén Persson 20:30' | (0–1, 1–0, 0–2) Relatório | 19:13' S. Koike 44:03' R. Ukita 58:59' (ENG) H. Yoneyama | Público: 482 Árbitro: CAN Cianna Lieffers CAN Elizabeth Mantha |

| 4 de fevereiro | Dinamarca DEN      | 1 – 3                     | CHN China                                 | Estádio Indoor Wukesong                                 |
| 12:10          | M. Frandsen 08:06' | (1–0, 0–1, 0–2) Relatório | 36:46', 59:28' (ENG) Lin Q. 59:10' Lin N. | Público: 580 Árbitro: RUS Daria Ermak USA Chelsea Rapin |

| 5 de fevereiro | Japão JPN                                                                                      | 6 – 2                     | DEN Dinamarca                                | Estádio Indoor Wukesong                                 |
| 16:40          | H. Yamashita 10:46' H. Toko 12:08', 22:53' R. Ukita 13:50' Ak. Shiga 39:54' H. Yoneyama 48:02' | (3–0, 2–1, 1–1) Relatório | 29:16' M. Bau Hansen 59:55' (PP) J. Jakobsen | Público: 476 Árbitro: USA Kelly Cooke SWE Maria Furberg |

| 5 de fevereiro | República Checa CZE                                 | 3 – 1                     | SWE Suécia      | Estádio Nacional Indoor de Pequim                              |
| 16:40          | T. Vanišová 18:23', 54:03' K. Hymlárová 33:56' (SH) | (1–0, 1–1, 1–0) Relatório | 39:16' E. Muren | Público: 438 Árbitro: CAN Cianna Lieffers CAN Elizabeth Mantha |

| 6 de fevereiro | China CHN    | 2 – 1 (GWS)                                | JPN Japão                 | Estádio Indoor Wukesong                                  |
| 16:40          | Hu B. 41:06' | (0–1, 0–0, 1–0 PRO: 0–0 SO: 1–0) Relatório | 18:02' (PP) A. Hosoyamada | Público: 506 Árbitro: GER Tijana Haack FIN Anniina Nurmi |

|                              |  | Shootout                                   |  |
| Lin Q. Lin N. Zhang X. Mi L. |  | H. Kubo Ak. Shiga R. Ukita H. Toko A. Toko |  |

| 7 de fevereiro | Dinamarca DEN                                         | 3 – 2                     | CZE República Checa                   | Estádio Indoor Wukesong                                 |
| 16:40          | J. Jakobsen 09:14' M. Weis 24:28' S. Glud 40:49' (PP) | (1–1, 1–1, 1–0) Relatório | 05:48' A. Tejralová 23:01' K. Mrázová | Público: 637 Árbitro: SWE Maria Furberg CAN Lacey Senuk |

| 7 de fevereiro | China CHN      | 1 – 2                     | SWE Suécia                                          | Estádio Indoor Wukesong                                  |
| 21:10          | Kang M. 05:16' | (1–0, 0–2, 0–0) Relatório | 25:14' (PS) F. Wikner-Zienkiewicz 26:39' J. Bouveng | Público: 588 Árbitro: FIN Anniina Nurmi SUI Anna Wiegand |

| 8 de fevereiro | Japão JPN                        | 3 – 2 (GWS)                                | CZE República Checa                  | Estádio Indoor Wukesong                                    |
| 16:40          | H. Toko 04:00' (PP), 40:23' (PP) | (1–0, 0–1, 1–1 PRO: 0–0 SO: 1–0) Relatório | 26:09' D. Křížová 45:53' N. Mlýnková | Público: 638 Árbitro: RUS Daria Abrosimova RUS Daria Ermak |

|                                              |  | Shootout                                              |  |
| R. Ukita H. Kubo R. Koyama H. Toko Ak. Shiga |  | K. Pátková D. Křížová M. Pejzlová K. Mrázová A. Mills |  |

| 8 de fevereiro | Suécia SWE                                                               | 3 – 1                     | DEN Dinamarca      | Estádio Indoor Wukesong                                   |
| 21:10          | E. Nordin 04:00' Lis. Johansson 36:00' (PP) E. Berglund 59:43' (PP, ENG) | (1–0, 1–1, 1–0) Relatório | 34:04' J. Oksbjerg | Público: 696 Árbitro: FIN Anniina Nurmi USA Chelsea Rapin |

## Fase final
|  | Quartas de final    | Quartas de final   |                    |           | Semifinais     | Semifinais     |  |  | Final           | Final |
|  |                     |                    |                    |           |                |                |  |  |                 |       |
|  | 11 de fevereiro     |                    |                    |           |                |                |  |  |                 |       |
|  |                     |                    |                    |           |                |                |  |  |                 |       |
|  | CAN Canadá          | 11                 |                    |           |                |                |  |  |                 |       |
|  | CAN Canadá          | 11                 | 14 de fevereiro    |           |                |                |  |  |                 |       |
|  | SWE Suécia          | 0                  |                    |           |                |                |  |  |                 |       |
|  | SWE Suécia          | 0                  | CAN Canadá         | 10        |                |                |  |  |                 |       |
|  | 12 de fevereiro     |                    | CAN Canadá         | 10        |                |                |  |  |                 |       |
|  |                     | SUI Suíça          | 3                  |           |                |                |  |  |                 |       |
|  | ROC                 | SUI Suíça          | 3                  | 2         |                |                |  |  |                 |       |
|  | ROC                 |                    | 17 de fevereiro    | 2         |                |                |  |  |                 |       |
|  | SUI Suíça           | 4                  |                    |           |                |                |  |  |                 |       |
|  | SUI Suíça           | 4                  | CAN Canadá         | 3         |                |                |  |  |                 |       |
|  | 11 de fevereiro     |                    | CAN Canadá         | 3         |                |                |  |  |                 |       |
|  |                     | USA Estados Unidos | 2                  |           |                |                |  |  |                 |       |
|  | USA Estados Unidos  | USA Estados Unidos | 2                  | 4         |                |                |  |  |                 |       |
|  | USA Estados Unidos  | 14 de fevereiro    |                    | 4         |                |                |  |  |                 |       |
|  | CZE República Checa | 1                  |                    |           |                |                |  |  |                 |       |
|  | CZE República Checa | 1                  | USA Estados Unidos | 4         | Terceiro lugar | Terceiro lugar |  |  |                 |       |
|  | 12 de fevereiro     |                    | USA Estados Unidos | 4         | Terceiro lugar | Terceiro lugar |  |  |                 |       |
|  |                     | FIN Finlândia      | 1                  |           |                |                |  |  |                 |       |
|  | FIN Finlândia       | FIN Finlândia      | 1                  | 7         | FIN Finlândia  | 4              |  |  |                 |       |
|  | FIN Finlândia       |                    |                    | 7         | FIN Finlândia  | 4              |  |  |                 |       |
|  | JPN Japão           | 1                  |                    | SUI Suíça | 0              |                |  |  |                 |       |
|  | JPN Japão           | 1                  |                    |           | 0              |                |  |  |                 |       |
|  |                     |                    |                    |           |                |                |  |  | 16 de fevereiro |       |
|  |                     |                    |                    |           |                |                |  |  |                 |       |

#### Quartas de final
| 11 de fevereiro | Estados Unidos USA                                                                         | 4 – 1                     | CZE República Checa | Estádio Indoor Wukesong                                    |
| 12:10           | H. Knight 25:47' L. Stecklein 46:49' S. Harmon 56:51' (PP) K. Coyne Schofield 59:54' (ENG) | (0–0, 1–1, 3–0) Relatório | 24:59' M. Pejzlová  | Público: 636 Árbitro: CAN Elizabeth Mantha FIN Lacey Senuk |

| 11 de fevereiro | Canadá CAN | 11 – 0                    | SWE Suécia | Estádio Indoor Wukesong                                    |
| 21:10           | B. Jenner 03:05', 28:13', 50:55' S. Fillier 17:05' (PP), 17:41', 52:06' J. Rattray 19:35' (PP) N. Spooner 23:16' (PP) E. Ambrose 25:15' B. Turnbull 26:56' E. Clark 29:09' (PP) | (4–0, 5–0, 2–0) Relatório |            | Público: 669 Árbitro: RUS Daria Abrosimova CAN Lacey Senuk |

| 12 de fevereiro | ROC                                   | 2 – 4                     | SUI Suíça                                                          | Estádio Indoor Wukesong                                 |
| 12:10           | A. Savonina 37:38' F. Kadirova 56:53' | (0–0, 1–1, 1–3) Relatório | 34:31' P. Stänz 47:31' D. Rüegg 57:23', 59:58' (SH, ENG) A. Müller | Público: 670 Árbitro: USA Kelly Cooke USA Chelsea Rapin |

| 12 de fevereiro | Finlândia FIN                                                                                                   | 7 – 1                     | JPN Japão        | Estádio Indoor Wukesong                                    |
| 16:40           | P. Nieminen 02:08' (PP), 28:29', 40:18' V. Vainikka 04:32' M. Karvinen 25:01' S. Tapani 48:28' S. Hakala 52:29' | (5–1, 3–2, 2–0) Relatório | 15:01' Ak. Shiga | Público: 675 Árbitro: CAN Cianna Lieffers SUI Anna Wiegand |

#### Semifinal
| 14 de fevereiro | Canadá CAN | 10 – 3                    | SUI Suíça                                            | Estádio Indoor Wukesong                                   |
| 12:10           | C. Thompson 07:16' J. Rattray 08:28' B. Turnbull 09:04' R. Fast 09:21' E. Ambrose 10:40' M. Poulin 27:52', 33:27' E. Clark 28:03' E. Maltais 43:13' B. Jenner 58:11' | (5–1, 3–2, 2–0) Relatório | 18:37' (PP), 59:34' (PP) L. Stalder 24:59' A. Müller | Público: 645 Árbitro: FIN Anniina Nurmi USA Chelsea Rapin |

| 14 de fevereiro | Estados Unidos USA                                                              | 4 – 1                     | FIN Finlândia         | Estádio Indoor Wukesong                                   |
| 21:10           | C. Barnes 23:39' (PP) H. Knight 38:53' H. Scamurra 55:20' A. Roque 59:55' (ENG) | (0–0, 2–0, 2–1) Relatório | 59:34' (EA) S. Tapani | Público: 642 Árbitro: USA Kelly Cooke CAN Cianna Lieffers |

#### Disputa pelo bronze
| 16 de fevereiro | Finlândia FIN                                                                            | 4 – 0                     | SUI Suíça | Estádio Indoor Wukesong                                    |
| 19:30           | V. Vainikka 11:38' S. Tapani 43:24' (SH) N. Laitinen 54:24' (PP) M. Karvinen 59:03' (PP) | (1–0, 0–0, 3–0) Relatório |           | Público: 724 Árbitro: CAN Elizabeth Mantha CAN Lacey Senuk |

#### Final
| 17 de fevereiro | Canadá CAN                               | 3 – 2                     | USA Estados Unidos                          | Estádio Indoor Wukesong                                |
| 12:10           | S. Nurse 07:50' M. Poulin 15:02', 29:08' | (2–0, 1–1, 0–1) Relatório | 36:39' (SH) H. Knight 59:47' (PP) A. Kessel | Público: 834 Árbitro: USA Kelly Cooke SUI Anna Wiegand |

## Classificação final
| Pos.              | País                |
| ----------------- | ------------------- |
| Medalha de ouro   | CAN Canadá          |
| Medalha de prata  | USA Estados Unidos  |
| Medalha de bronze | FIN Finlândia       |
| 4                 | SUI Suíça           |
| 5                 | ROC                 |
| 6                 | JPN Japão           |
| 7                 | CZE República Checa |
| 8                 | SWE Suécia          |
| 9                 | CHN China           |
| 10                | DEN Dinamarca       |